# Christian Jacq

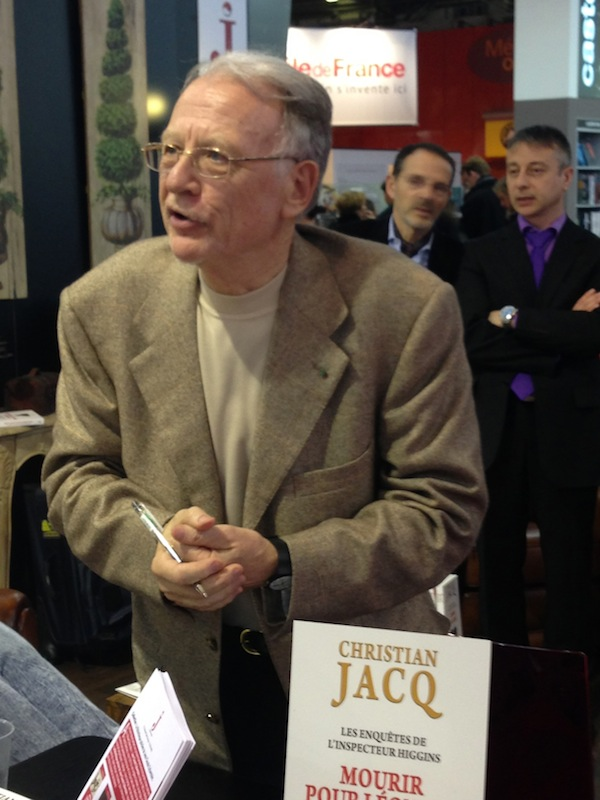
Christian Jacq 2013

Christian Jacq (* 28. April 1947 bei Paris) ist ein französischer Schriftsteller und Ägyptologe.
Er studierte und promovierte an der Pariser Universität Sorbonne im Fach Ägyptologie. Für seine wissenschaftlichen Arbeiten und zahlreichen Veröffentlichungen wurde er von der Académie française ausgezeichnet. Christian Jacq schrieb mehrere historische Romane (u. a. über Ramses II.), die international große Beachtung fanden. Daneben sind von ihm noch weitere populärwissenschaftliche Bücher zur Ägyptologie veröffentlicht worden. Die Universität Sorbonne verlieh ihm die Doktorwürde.
Er gründete ein Institut, das sich um die Erfassung und Erhaltung gefährdeter Denkmäler am Nil kümmert und nannte dieses nach seiner historischen Lieblingsfigur: Institut Ramsès.

### Belletristik

#### Ramses
- Der Sohn des Lichts, Rowohlt Taschenbuch, 1995, ISBN 978-3-499-22471-3
- Der Tempel der Ewigkeit, Rowohlt Taschenbuch, 1996, ISBN 978-3-499-22472-0
- Die Schlacht von Kadesch, Rowohlt Taschenbuch, 1996, ISBN 978-3-499-22473-7
- Die Herrin von Abu Simbel, Rowohlt Taschenbuch, 1996, ISBN 978-3-499-22474-4
- Im Schatten der Akazie, Rowohlt Taschenbuch, 1997, ISBN 978-3-499-22475-1

#### Die Königin der Freiheit
- Die Königin von Theben, Blanvalet, 2003, ISBN 978-3-442-35767-3
- Die Herrscherin vom Nil, Blanvalet, 2004, ISBN 978-3-442-35768-0
- Die Pharaonin der Freiheit, Blanvalet, 2005, ISBN 978-3-442-35769-7

#### Das Testament der Götter
- Das Testament der Götter, Dt. v. Stefan Linster (Knaur TB) München 1995, ISBN 978-3-426-63046-4
- Der Gefangene der Wüste, Dt. v. Stefan Linster (Knaur TB) München 1997, ISBN 978-3-426-63055-6
- Das Gesetz der Götter, Dt. v. Stefan Linster (Knaur TB) München 1997, ISBN 978-3-426-63096-9

#### Stein des Lichts
- Nefer der Schweigsame, Blanvalet, 2001, ISBN 978-3-442-35695-9
- Die weise Frau, Blanvalet, 2002, ISBN 978-3-442-35599-0
- Paneb der Feurige, Goldmann, 2002, ISBN 978-3-442-35799-4
- Die Stätte der Wahrheit, Blanvalet, 2003, ISBN 978-3-442-35891-5

#### Osiris
- Der Baum des Lebens, Limes, 2006, (alt-ISBN 978-3-8090-2494-1) neu: ISBN 978-3-442-36833-4
- Die Verschwörung des Bösen, Limes, 2006, (alt-ISBN 978-3-8090-2507-8) neu ISBN 978-3-442-36899-0
- Der Weg des Feuers, Limes, 2006, ISBN 978-3-8090-2508-5
- Das Geheimnis der Götter, Limes, 2006, ISBN 978-3-8090-2509-2

#### Andere
- Der schwarze Pharao, Rowohlt gebundene Ausgabe, 1999, ISBN 978-3-8052-0647-1, Rowohlt Taschenbuch, 2000, ISBN 978-3-499-22760-8, Originaltitel: Le Pharao noir (1997),
- Die Braut des Nil, Gerstenberg Verlag, 2007, ISBN 978-3-473-58252-5
- Die letzten Tage von Philae, 1998, ISBN 978-3-499-22228-3, Originaltitel: Pour l'amour de Philae (1990)
- Der Tempel zu Jerusalem, 1999, ISBN 978-3-499-22890-2, Originaltitel: Maître Hiram et le Roi Salomon (1989)
- Der Ägypter, Wunderlich, 1998, ISBN 978-3-499-26027-8
- Nofretetes Tochter, Droemer Knaur, 2000, ISBN 978-3-426-66010-2
- Im Bann des Pharaos, Dt. v. Stefan Linster (Knaur TB) München 1993, ISBN 978-3-426-60139-6
- Der lange Weg nach Ägypten, Rowohlt Taschenbuch, 1998, ISBN 978-3-499-22227-6
- Tutanchamun - Die Wächter des Todes, Dt. v. Herbert Fell, Blanvalet 2010, ISBN 978-3-442-37592-9, Originaltitel: Toutankhamon - L'ultime secret (2008)
- Götterfluch, Band 1: Der geraubte Papyrus, Dt. v. Anja Lazarowicz, Limes Verlag 2009, ISBN 978-3-8090-2541-2, Originaltitel: La vengeance des dieux - Chasse à l'homme (2006)
- Götterfluch, Band 2: Die dunkle Priesterin, Dt. v. Anja Lazarowicz, Limes Verlag 2009, ISBN 978-3-8090-2542-9, Originaltitel: La vengeance des dieux - La divine adoratrice (2007)

### Sachbücher
- Echnaton und Nofretete, Rowohlt Taschenbuch, 2000, ISBN 978-3-499-60758-5
- Das Tal der Könige: Geschichte und Entdeckung eines Monuments der Ewigkeit, Rotbuch-Verlag, 1998, ISBN 978-3-88022-667-8
- Sag’s mit Hieroglyphen, Rowohlt Taschenbuch, 2003, ISBN 978-3-499-21240-6
- Die Ägypterinnen, Artemis & Winkler gebundene Ausgabe, 2002, ISBN 978-3-538-07074-5
- Die Pharaonen, Dtv, 2000, ISBN 978-3-423-62053-6
- Folge deinem Herzen, solange du lebst, Wunderlich, 2002, ISBN 978-3-8052-0660-0
- 33 Stufen zur Weisheit, Rowohlt Taschenbuch, 2000, ISBN 978-3-499-60759-2
- Als Ramses über die Liebe sprach, Rowohlt Taschenbuch, 2000, ISBN 978-3-499-60756-1
- Das verborgene Wissen der Magier, Droemer Knaur, 1999, ISBN 978-3-426-77409-0
- Die Welt der Hieroglyphen, Rowohlt gebundene Ausgabe, 1999, ISBN 978-3-87134-365-0